# Martin B. Lehmann
Martin Benedikt Lehmann (* 7. September 1963; † 24. November 2011 in Ronco sopra Ascona, Kanton Tessin; heimatberechtigt in Zürich, St. Gallen und Gaiserwald) war ein Schweizer Politiker (SP).

## Leben
Lehmann, geboren 1963, war Kaufmann. Er arbeitete als Abteilungsleiter im Fondsbereich bei der Credit Suisse.
Lehmann war Präsident der SP Unterägeri und ehemaliger Geschäftsleiter der SP des Kantons Zug. Er gehörte seit 2003 dem Zuger Kantonsrat an. Nach seiner Vizepräsidentschaft im Amtsjahr 2011/2012 wäre er turnusgemäss Präsident geworden. Sein Hauptinteresse galt der Finanz- und Steuerpolitik sowie der Gesellschaftspolitik. Er war Präsident der Aids-Hilfe Zug und des Zuger Polizeiverbandes. Ausserdem war er Mitglied der Geschäftsprüfungskommission der Pädagogischen Hochschule Luzern (PHZ), der Finanzkommission seiner Wohngemeinde Unterägeri und Mitglied der erweiterten Staatswirtschaftskommission. 
Lehmann wurde am 24. November 2011 tot aufgefunden; er beging Suizid.